# Epuló
Epuló o Epulons (Epulones) eren una classe de sacerdots, creada inicialment per dirigir el banquet de Júpiter (Epulum Jovis) i altres deus per aplacar la seva ira, feina que abans feien els pontífexs. Inicialment van ser tres i se'ls va anomenar triumvirs epulons, però més tard el seu nombre va pujar a set i es van conèixer com a septemvirs epulons (septemviri epulones).
Juli Cèsar encara en va afegir tres més, i ell mateix en va ser un, però quan va morir, el nombre es va rebaixar altra vegada a set.
Formaven un col·legi (collegium) i eren una de les quatre grans corporacions religioses junt amb els col·legis de Pontífexs, Àugurs i Quindecemviri.